# Mistrovství Evropy v zápasu řecko-římském 2014
Mistrovství Evropy v zápasu řecko-římském proběhlo v Helsinkách, Finsko ve dnech 5.-6. dubna 2014.

## Česká stopa
- -59 kg - Michal Novák (Jiskra Havlíčkův Brod), vypadl v prvním zápasu s Ázerbájdžáncem Məmmədovem (0:1)
- -66 kg - Filip Dubský (Sokol Plzeň I), vypadl v prvním zápasu s Řekem Matiasem (0:1)
- -71 kg - Tomáš Sobecký (PSK Olymp Praha), vypadl v prvním zápasu s Řekem Prevolarakisem (0:1)
- -75 kg - Petr Novák (Jiskra Havlíčkův Brod), vypadl ve druhém zápasu se Švédem Rosengrenem (1:1)
- -80 kg - Artur Omarov (CW Chomutov), vypadl ve druhém zápasu s pozdějším vítězem Maďarem Bácsim, v opravách prohrál se Švédem Bergem, obsadil 8. místo (2:2)
- -85 kg - Pavel Powada (TŽ Třinec), vypadl v prvním zápasu s Gruzíncem Kobliašvilim (0:1)

Celková zápasová bilance - 3:7

## Program
- SOB - 05.04.2014 - bantamová váha (−59 kg), pérová váha (−66 kg), těžká váha (−98 kg), supertěžká váha (−130 kg)
- NED - 06.04.2014 - lehká váha (−71 kg), lehká velterová váha (−75 kg), velterová váha (−80 kg), střední váha (−85 kg)

## Výsledky
| Kategorie | Zlato                      | Stříbro                  | Bronz                   | Bronz                     |
| --------- | -------------------------- | ------------------------ | ----------------------- | ------------------------- |
| -59 kg    | Alexandar Kostadinov (BUL) | Victor Ciobanu (MDA)     | Kamran Mammadov (AZE)   | Ivan Kujlakov (RUS)       |
| -66 kg    | Adam Kurak (RUS)           | Hasan Alijev (AZE)       | Frank Stäbler (GER)     | István Lévai (SVK)        |
| -71 kg    | Tamás Lőrincz (HUN)        | Rasul Čunajev (AZE)      | Yunus Özel (TUR)        | Alexandr Děmjanovič (BLR) |
| -75 kg    | Alexandr Čechirkin (RUS)   | Arsen Džulfalakjan (ARM) | Elvin Mursalijev (AZE)  | Mark Madsen (DEN)         |
| -80 kg    | Péter Bácsi (HUN)          | Selçuk Çebi (TUR)        | Giorgi Cirekidze (GEO)  | Olexandr Šišman (UKR)     |
| -85 kg    | Žan Beleňuk (UKR)          | Rami Hietaniemi (FIN)    | Damian Janikowski (POL) | Amer Hrustanović (AUT)    |
| -98 kg    | Artur Aleksanjan (ARM)     | Cenk İldem (TUR)         | Fredrik Schön (SWE)     | Marthin Nielsen (NOR)     |
| -130 kg   | Rıza Kaya'alp (TUR)        | Ljubomir Dimitrov (BUL)  | Johan Eurén (SWE)       | Vasilij Paršin (RUS)      |